# Kora
Kora (søn af Jis'har – Levis stamme) var sammen med Datan og Abiram leder af en opstand mod Moses. Grunden var vrede over, at kun Moses og Aron var ledere, og at israelitterne nu skulle vandre 40 år i ørkenen (Fjerde Mosebog 16).
Kora ønskede at tage del i præstetjenesten, men blev sammen med Datan og Abiram straffet af Herren, ved at de blev opslugt af jorden, så de styrtede levende ned i dødsriget. De 250 ledere, der fulgte med dem, og som gjorde offerild for Herren, blev ramt af Herrens ild, så de døde.
I Judasbrevet nævnes den opsætsige Kora som eksempel på, hvordan vranglærerne skal gå til grunde.
| Citat | »Nu kan det være nok! Hele menigheden er hellig, alle som én, og Herren er midt iblandt dem. Hvorfor ophøjer I jer så over Herrens forsamling?« | Citat |
|       | |       |